# Кавалло-Гулли, Энрика
Энрика Кавалло-Гулли (итал. Enrica Cavallo-Gulli; 19 мая 1921, Милан — 25 января 2007, Блумингтон (Индиана)) — итальянская пианистка.
Училась в Миланской консерватории у Гвидо Альберто Фано и Джованни Марии Анфосси, занималась также под руководством Илонки Деккерс. До Второй мировой войны активно концертировала, главным образом, с музыкой новейших итальянских композиторов — Альфредо Казеллы, Луиджи Даллапикколы, Джорджо Федерико Гедини, Гоффредо Петрасси и других. С 1947 года на протяжении более чем полувека выступала в дуэте со скрипачом Франко Гулли, а в 1950 году вышла за него замуж. В 1995 году дуэт Гулли и Кавалло удостоен присуждаемой в Триесте Премии Святого Михаила за вклад в итальянскую музыку.
До 1974 года преподавала в Миланской консерватории, затем до выхода на пенсию в 1991 году — в Индианском университете (США).